# Herne and Broomfield
Herne and Broomfield est une paroisse civile du Kent, en Angleterre.